# Кетлін Моравец
Кетлін Моравец (англ. Cathleen Synge Morawetz; 5 травня 1923, Торонто, Канада — 8 серпня 2017, Гринвіч-Віллідж, Нью-Йорк) — канадсько-американська матемакиня. Емерит-професор Курантовського інституту математичних наук Нью-Йоркського університету і його директорка в 1984—1988 роках, члениня НАН США і Американського філософського товариства. Удостоєна Національної наукової медалі США (1998) і стала її першою жінкою-лауреатом — математикинею.

## Біографія
Народилася в ірландській родині математика Джона Л. Сінга.
Закінчила Торонтський університет (бакалавр математики, 1943), навчалася у Сесілії Крігер.
Ступінь магістерки отримала в Массачусетському технологічному інституті в 1946 році.
Натуралізована громадянинка США з 1950 року.
Ступінь докторки філософії отримала в Нью-Йоркському університеті в 1951 році.
Потім протягом року працювала в Массачусетському технологічному інституті, а в 1952 році повернулася в Нью-Йоркський університет — де з 1957 року асистентка-професор, з 1960 року асоційована професор, з 1965 року повна професор.
З 1978 року помічниця, з 1981 року заступниця директора Курантовського інституту математичних наук Нью-Йоркського університету і одночасно у 1981—1984 роках завідувала там кафедрою математики, а з 1978 року також була директоркою National Cash Register Corporation.
З 1984 по 1988 рік директорка Курантовського інституту, згодом його емерит-професор.
У 1995—1996 рр. президент Американського математичного товариства.
Одружена з 1945 року, четверо дітей, онуки.
Член НАН США (1990), Американського філософського товариства (1996), Американської академії мистецтв і наук, Американської асоціації сприяння розвитку науки.

## Нагороди та відзнаки
- Стипендія Ґуґґенгайма (1966, 1978)
- Lester R. Ford Award Математичної асоціації Америки (1980)
- Гіббсовськая лекція Американського математичного товариства (1981)
- Outstanding Woman Scientist, Association for Women in Science (1993)
- Krieger–Nelson Prize[en] Канадського математичного товариства (1997)
- англ. ICM Emmy Noether Lecturer (1998)
- Національна наукова медаль США (1998)
- Премія Стіла за видатні досягнення протягом всієї кар'єри Американського математичного товариства (2004)
- George David Біркгофа Prize[en] (2006)

Удостоєна почесних ступенів Університету Східного Мічигану (1980), Принстонського університету (1990) та ін.